# 엘리한 토레
엘리한 토레(위구르어: ئەلىخان تۆرە, 중국어: 艾力汗·吐烈, 1844년 3월 21일 ~ 1976년 2월 28일)는 동튀르키스탄 제2공화국의 초대 대통령이었다. 키르기스스탄의 발라사군에서 태어나 1920년 소련에서 동튀르키스탄의 카슈가르로 탈출했다. 1944년 4월, 엘리한 토레는 압둘케림 압바스 외 10명과 함께 굴자시(이닝시)에서 해방 조직을 결성하여 동튀르키스탄의 중국 국민주의 통치를 해방시켰다. 1944년 11월 11일, 그들은 소련의 지원을 받아 이리 반란을 일으켰다.

## 생애
엘리한 토레는 1944년 11월 12일 굴자시에서 반란군이 승리한 다음 날 동튀르키스탄 제2공화국의 대통령으로 선출되었다. 1945년 4월 8일 이리 국군 원수로 임명되었다.
1945년 10월 이리 국군의 우루무치 공세를 중단하고 국민당과 협상을 시작하라는 이오시프 스탈린의 명령에 반대했던 유일한 인물이 엘리한 토레였다.
1946년 6월 12일, 동튀르키스탄 공화국과 국민당의 대표들 사이의 "평화 협정"의 우루무치에 서명한 지 6일 후, 장개석의 평화적인 해결을 위한 장제스의 제안에 따라 1945년 10월 14일 소련의 중재 하에 시작된 어려운 8개월간의 협상을 마무리 지었다. 그는 KGB에 의해 소련으로 강제 송환되었고 이곳에 감금되었다. 그는 남은 여생을 타슈켄트에서 가택연금 상태에서 보냈는데, 그곳에서 그는 신장에 대한 《튀르키스탄 카기즈》(튀르크스탄 비극)라는 책을 썼다.
튀르키스탄 이슬람당은 이 지역의 역사에 관한 기사에서 잡지 《이슬람 튀르키스탄》 1호에서 엘리한 토레를 언급했다.